# Erhard Loretan
Erhard Loretan (Bulle, 28 d'abril de 1959 - aresta del Grünhorn, 28 d'abril de 2011) va ser un alpinista suís. Va ser el tercer alpinista de la història en coronar els 14 vuitmils, després de Reinhold Messner i de Jerzy Kukuczka.
Nascut a Bulle, cantó de Friburg, va començar a escalar als 11 anys i el 1981 es formà com a guia de muntanya. El 1980 va fer la seva primera expedició als Andes i el 1982 inicià la conquesta dels 14 cims de vuit mil metres, amb el Nanga Parbat, repte que completà 13 anys després, el 1995, amb el Kangchenjunga.
El 1986, amb Jean Troillet, va fer un ascens revolucionari a l'Everest en només 43 hores des de la cota 5.800 després d'estar cinc setmanes en aclimatació.
El seu fill de 7 mesos va morir el mes de desembre de 2001 de forma accidental, després d'haver estat sacsejat per Loretan, el qual estava crispat pel plor de l'infant. Aquest tràgic fet va tenir lloc al seu xalet de Crésuz, poble del cantó de Friburg, i l'infant moria 22 hores després, en un hospital de Berna. Els metges diagnosticaren la síndrome de l'infant sacsejat. Per aquesta negligència l'any 2003 va ser condemnat per homicidi involuntari, sentenciat a 4 mesos amb suspensió condicional.
Va morir l'abril de 2011, el dia que complia 52 anys, quan va precipitar-se conjuntament amb una clienta en una ruta al Grünhorn (4.043 metres), als Alps Bernesos (Suïssa).

## Els seus vuitmils
- Nanga Parbat - (1982)
- Dhaulagiri - (1985)
- Gasherbrum II - (1983)
- Everest - (1986)
- Gasherbrum I - (1983)
- Cho Oyu - (1990)
- Broad Peak - (1983)
- Shishapangma - (1990)
- Manaslu - (1984)
- Makalu - (1991)
- Annapurna - (1984)
- Lhotse - (1994)
- K2 - (1985)
- Kangchenjunga - (1995)